# Mithrax clarionensis
Mithrax clarionensis is een krabbensoort uit de familie van de Mithracidae. De wetenschappelijke naam van de soort is voor het eerst geldig gepubliceerd in 1940 door Garth.